# Asamblea del Pueblo Guaraní
Asamblea del pueblo Guaraní es el nombre de la organización indígena boliviana que agrupa a diferentes comunidades guaraníes principalmente en el Chaco, al Sur de Bolivia. Fue fundada el 7 de febrero de 1987 tras diversas reuniones realizadas los años precedentes. Su objetivo es garantizar el ejercicio de los derechos territoriales y promover el desarrollo de las comunidades guaraníes. La organización agrupa a 80.000 personas que habitan los departamentos de Chuquisaca, Santa Cruz, y Tarija.

## Historia
La Asamblea del Pueblo Guaraní surgió como una organización apoyada por diferentes instituciones que acompañaron numerosos espacios de diálogo para constituir una organización que pudiera representar de manera local, nacional e internacional a las poblaciones guaraníes que habitan Bolivia. Tras diferentes propuestas se adoptó la figura de Asamblea que era compatible con las formas de organización guaraníes, el 7 de febrero de 1987 en Arakuarenda -Piedritas en Charagua se registró la fundación de la agrupación en presencia de líderes de la Confederación de Pueblos Indígenas de Bolivia, CIDOB y representantes de diferentes organizaciones que apoyaron el proceso.
La Asamblea nació con seis capitanías: Camiri, Lima, Gutiérrez Norte, Gutiérrez Sur, Charagua Sur y Charagua Norte, el carácter aglutinador y la voluntad de reorganizar estas comunidades fue ratificada en 1992 durante la conmemoración del centenario de la masacre de Kuruyuki.
Posteriormente se fueron conformando más capitanías alcanzando el número de 25 capitanías o zonas y 366 comunidades.

Para Iván Nasini, sacerdote y politólogo: 
"lo que parecía imposible ocurrió: en las últimas décadas del Siglo XX el pueblo guaraní despertó de su letargo y empezó a recorrer un camino nuevo que le devolvió la esperanza y la fe". 

## Reivindicaciones
La Asamblea del pueblo guaraní ha defendido sus derechos territoriales frente a empresa petroleras que explotan hidrocarburos en Bolivia.